# Всемирный конституционный конгресс
Всемирный конституционный конгресc (англ. World Constitutional Convention), также известный как Всемирное учредительное собрание (World Constituent Assembly), состоялся в 1968 году в Интерлакене, Швейцария, и Вольфахе, Германия. Его целью было содействие глобальному сотрудничеству и миру во всём мире путем разработки Всемирной конституции и создания демократического федерального мирового правительства.
Инициатива созыва конгресса исходила от Координационного комитета по Всемирной конституции, который обратился за содействием к известным людям по всему миру. В «Обращении ко всем народам», подписанном видными деятелями, содержался призыв к странам направить делегатов в Женеву на исторический Всемирный конституционный конгресс. Среди известных людей, подписавших этот призыв, было несколько нобелевских лауреатов. Его поддержали и другие известные личности, такие как Эдвард Кондон, Эдрис Райс-Врей Карсон и Мартин Лютер Кинг.
В 1968 году сотни участников из разных стран посетили конгресс; на нём был разработан проект конституции. Всемирный комитет по проведению Всемирного конституционного собрания, переименованный впоследствии в Ассоциацию в поддержку Всемирной конституции и парламента, в 1977 году организовал Второе Всемирное учредительное собрание в Инсбруке, Австрия. На собрании 1977 года делегаты приняли Конституцию Федерации Земли, обычно называемую Конституцией Земли.
После её принятия Ассоциация выступила с призывом к ратификации, призывая страны и народы планеты принять Конституцию Земли. Копии предлагаемой конституции были разосланы в различные организации, включая ООН, национальные правительства и университеты, с просьбой о поддержке и сотрудничестве в процессе ратификации. С тех пор предложенная Конституция Земли так и не была ратифицирована ни одним государством.

## Предыстория

### Альберт Эйнштейн и Всемирный народный конгресс
Альберт Эйнштейн всё больше убеждался в том, что мир сбился с курса. Он пришел к выводу, что серьёзность ситуации требует более основательных действий и создание мирового правительства — единственное логичное решение. В своем «Открытом письме к Генеральной Ассамблее Организации Объединённых Наций» от октября 1947 года Эйнштейн подчеркнул настоятельную необходимость международного сотрудничества и создания мирового правительства. В 1948 году Эйнштейн пригласил президента организации «Объединённые мировые федералисты» (United World Federalists, Inc., сокр. UWF) Корда Майера на собрание Чрезвычайного комитета учёных-ядерщиков (ECAS) и присоединился к UWF в качестве члена Консультативного совета. Эйнштейн и Чрезвычайный комитет учёных-ядерщиков помогли UWF в сборе средств и предоставили вспомогательные материалы. Эйнштейн характеризовал «Объединённых мировых федералистов» как «группу, наиболее близкую к нашим чаяниям». Эйнштейн и другие видные деятели, такие как Герхард Домагк, Роберт Хатчинс, Керстин Хессельгрен, Джон Стейнбек, Уильям Беверидж, Ху Ши, Альбер Камю, Тоёхико Кагава, Иегуди Менухин, Жак Маритен, Джон Бойд Орр, Томас Манн, Сарвепалли Радхакришнан, Роберто Росселлини и Ханс Тирринг спонсировали Всемирный народный конгресс, также известный как Всемирное учредительное собрание народов, который состоялся в 1950—1951 годах и затем продолжился в форме всемирных учредительных собраний в 1968, 1977, 1978—1979 и 1991 годах. 500 человек из 45 стран приняли участие во Всемирном народном конгрессе, проходившем в Избирательном дворце в Женеве, Швейцария, с 30 декабря 1950 года по 5 января 1951 года.

### Координационный комитет по Всемирной конституции
В 1958 году независимый американский экономист Тейн Рид решил придумать способ укрепления глобального сотрудничества и мира путём создания демократического федерального мирового правительства. Он инициировал «Призыв ко всем народам» — подписанное людьми со всего мира обращение, призывающее страны направить делегатов в Женеву для проведения Всемирного конституционного конгресса. Главной целью этого съезда было разработать конституцию, которая открыла бы путь к созданию представительного парламента, представляющего всё человечество.
К Риду присоединились Джанет Френцель, Ллойд Д. Оксли, Эвелин Мартин и Морикацу Инагаки, которые совместно организовали в Финиксе, штат Аризона, США офис Координационного комитета по Всемирной конституции, чтобы заручиться поддержкой предлагаемого Всемирного конституционного конгресса. Пытаясь наладить сотрудничество в продвижении идеи организации конгресса, Комитет активно общался с правительствами, религиозными организациями, образовательными сообществами, политическими партиями, профсоюзами и различными организациями, способными ускорить изменения. Призыв получил широкую поддержку со стороны видных деятелей из разных областей и стран. Призыв поддержали нобелевские лауреаты, в том числе Альберт Сент-Дьёрдьи, Лайнус Полинг и Бертран Рассел, наряду с такими лидерами, как Мартин Лютер Кинг, президент Пакистана Мухаммед Айюб Хан, президент Коста-Рики Франсиско Хосе Орлич и многие другие. Эта широкая поддержка послужила основой для проведения Всемирного конституционного конгресса и Всемирного народного парламента, которые состоялись в 1968 году в Интерлакене, Швейцария, и Вольфахе, Германия. Эти собрания, на которых присутствовало более 200 участников из 27 стран, положили начало разработке всемирной конституции для глобального федерального правительства, что в конечном итоге привело к созданию «Конституции Федерации Земли», также известной как «Конституция Земли».

### Всемирный комитет по проведению Всемирного конституционного конгресса
По мере того как призыв к проведению Всемирного конституционного конгресса набирал обороты, в 1958 году был создан Комитет США за Всемирный конституционный конгресс. В 1959 году он был переименован во Всемирный комитет по Всемирному конституционному конгрессу (WCWCC); секретарём комитета выступил Филип Айсли. В 1961 году в Денвере, штат Колорадо открылась штаб-квартира комитета. Он также выступил с призывом поддержать Координационный комитет по Всемирной конституции и впоследствии сыграл важную роль в разработке всемирной конституции. В 1966 году Всемирный комитет по Всемирному конституционному конгрессу был снова переименован — в Ассоциацию в поддержку Всемирной конституции и парламента (WCPA).

### Консультативный совет Всемирного конституционного конгресса
В 1967 году был также создан Консультативный совет Всемирного конституционного конгресса (Consultative Council to the World Constitutional Convention). В его задачи входило проведение исследований и предоставление консультаций по конкретным вопросам, связанным с разработкой и ратификацией Всемирной конституции. Организационным председателем Консультативного совета был Макс Хабихт. В конце 1972 года его сменил Всемирный комитет федеральных властей (WFAC).

## Первые дискуссии

### Первый подготовительный конгресс
С 3 по 8 сентября 1963 году в отеле «Denver Hilton» в Денвере, штат Колорадо, США прошёл первый подготовительный конгресс. Его организатором выступил Всемирный комитет по проведению Всемирного конституционного собрания; президентом — Виктор В. Хафлих, в то время член легислатуры Канзаса; вице-президентом — доктор Нил Бишоп; секретарём — профессор Агнес Б. Хэтфилд; казначеем — Т. Е. Робертсон-младший; Филип Айсли — исполнительным директором комитета. Всего в мероприятии приняли участие 126 человек из пятнадцати стран. Также участвовала в конгрессе и делегация Всемирной парламентской ассоциации (World Parliament Association) в лице Жозуэ де Кастро, Мэри Тибальди Кьезы и Джанет Хартог из Европы. На собрании председательствовал Жозуэ де Кастро, на тот момент являвшийся послом Бразилии в Женеве, Швейцария. Он был избран президентом Всемирного комитета по проведению Всемирного конституционного собрания, а Филип Айсли — его генеральным секретарём.
На этом подготовительном конгрессе был объявлен призыв определить основные условия предстоящего конгресса и предложить народам и правительствам всех стран направить на него делегатов. Он заложил основу для проведения формальных процедур конгресса и вызвал широкий интерес к возможности создания демократического федерального мирового правительства. К тому моменту призыв к проведению Всемирного конституционного конгресса подписала тысяча человек из 55 государств.

### Второй подготовительный конгресс
В 1965 году при содействии Мэри Тибальди Кьезы в Милане, Италия собрался Второй подготовительный конгресс, также известный как Миланский конгресс. На нём были определены конкретные условия и руководящие принципы для начала работы Всемирного конституционного конгресса и Всемирного народного парламента. В Милане делегаты обсуждали вопрос о том, кто должен иметь преимущество на Всемирном учредительном конгрессе или собрании — только делегаты от правительств стран или делегаты, представляющие народы мира. Было принято решение о созыве Всемирного народного парламента одновременно с проведением подготовительных конгрессов делегатов от правительств.

### Третий подготовительный конгресс
В 1966 году в Женеве состоялся третий подготовительный конгресс, также называемый Женевским конгрессом. Этот конгресс сыграл решающую роль в подготовке к Всемирному конституционному конгрессу, который должен был состояться в следующем году. Делегаты на Женевском конгрессе завершили разработку условий для начала работы Конгресса и Парламента в Интерлакене и Вольфахе в 1968 году.

## Всемирный конституционный конгресc и Всемирный народный парламент
Места проведения основных сессий Конгресса и Парламента
Три подготовительных конгресса в совокупности послужили основополагающими шагами в получении поддержки, определении целей и разработке всеобъемлющего плана Всемирного конституционного конгресса. 27 августа 1968 года 200 делегатов, представлявших 27 стран с пяти континентов, собрались на Всемирный конституционный конгресс и Всемирный народный парламент в театральном зале «Конгресс-курзала» в Интерлакене, Швейцария для разработки конституции для федерального мирового правительства. Мероприятие началось 27 августа, а 2 сентября 1968 года сессии переместились в Вольфах, Германия, где и завершились 12 сентября 1968 года.
Самые большие делегации на Конгрессе и в Народном парламенте состояли из представителей США, Франции, Индии, Великобритании, Швейцарии и Западной Германии. Также присутствовали участники из Аргентины, Бельгии, Бразилии, Дании, Канады, Цейлона (Шри-Ланка), Колумбии, Финляндии, Ганы, Израиля, Италии, Японии, Кении, Мексики, Нидерландов, Нигерии, Норвегии, Пакистана, Перу, Сенегала и Таиланда. Делегаты из Чехословакии и стран Восточной Европы не смогли принять участие в мероприятии из-за внезапного вторжения советских войск в Чехословакию. Среди делегатов были такие известные личности, как Аббат Пьер, Альтия Янгман, Ахмед Джаффер, Элизабет Манн-Борджезе, Гонсало Фернос Лопес, Анри Хубер, Курт Бортнер, Мартин Нимёллер, Макс Хабихт, Онкар Натх, Оскар Едзини, Филип Айсли, Ратан Кумар Неру, Тео Понтцен, У. Дж. Фалайе и другие.

### Редакционная комиссия по разработке Конституции Федерации Земли
В Вольфахе была создана комиссия по разработке проекта демократической федеральной конституции мира под председательством Филипа Айсли. Комиссия Айсли подготовила «Декларацию Вольфаха».

## Чрезвычайный совет мировых попечителей
Всемирный комитет по Всемирному конституционному конгрессу (WCWCC), переименованный в Ассоциацию в поддержку Всемирной конституции и парламента, в 1969 и 1971 годах организовал Чрезвычайный совет всемирных попечителей (Emergency Council of World Trustees, ECWT). Секретарь совета Филип Айсли по согласованию с Тейном Ридом и Ллойдом Оксли составил «Предложение о незамедительных действиях», принятое в 1971 году. С 28 декабря 1971 года по 2 января 1972 года Чрезвычайный совет заседал в Санта-Барбаре, штат Калифорния. Чрезвычайный совет издал несколько постановлений:
- Первое постановление о защите жизни: запрет на ядерное, биохимическое оружие и другие виды оружия массового поражения[59][60];
- Второе постановление об оказании содействия в созыве Всемирного народного парламента;
- Третье постановление о подготовке проекта Конституции Федерации Земли;
- Четвёртое постановление о назначении и начале работы планетарных законодательных комиссий по нескольким главным проблемам с целью подготовки глобальных законодательных мер, которые должны быть готовы к представлению в парламент, когда он будет собран.

Совет завершил обсуждения 2 января 1972 года, рассмотрев другие возможные действия, охватывающие экологические проблемы, острые социальные и экономические вопросы.
В Санта-Барбаре собралось множество специализированных делегатов из более чем 25 стран, среди которых были такие видные деятели из Индии, как Ратан Кумар Неру, бывший генеральный секретарь Министерства иностранных дел Индии; Годи Мурахари, который впоследствии стал спикером Раджья Сабхи; Д. Х. Спенсер, известный специалист по конституционному праву, и доктор Т. П. Амерасингхе, барристер из Шри-Ланки. Среди других известных делегатов были Рейнхарт Руге из Мексики, доктор Люсиль Грин из Калифорнии, США, Хелен Такер из Канады, Тейн Рид из Аризоны, США, Арчи Кейсли-Хейфорд из Ганы, Сайед Мохамед Хусейн, впоследствии судья Верховного суда Бангладеш, доктор Чарльз Мерсиека из Мальты и США и Йорген Лаурсен Виг из Дании. В общей сложности 229 представителей из 54 стран объединились, подписав «Первое постановление о защите жизни».

## Проект Конституции

### Первый проект
Как и в 1968 году, Всемирный конституционный конгресс и Всемирный народный парламент провели сессии в Интерлакене и Вольфахе, начав работу по выработке конституции. В январе и феврале 1972 года редакционная комиссия объединила усилия для работы над конституцией. В неё входили Д. М. Спенсер, специалист по конституционному праву и профессор Сиденхемского колледжа в Бомбее, Саид Мохаммед Хусайн, адвокат, ставший впоследствии судьёй Верховного суда Бангладеш, доктор Т. П. Амерасингхе, барристер и адвокат в Верховном суде Шри-Ланки, и Филип Айсли, генеральный секретарь Ассоциации в поддержку Всемирной конституции и парламента. Работа комиссии основывалась на 19-страничном наброске проекта, подготовленном Филипом Айсли.
В ноябре 1974 года был завершён первоначальный проект под названием «Конституция Федерации Земли», после чего был опубликован и распространён Ассоциацией в поддержку Всемирной конституции и парламента (WCPA) по всему миру для оценки вместе с призывом к проведению второй сессии в 1977 году.

### Второй проект
В течение 1974 и 1975 годов WCPA получала отзывы и комментарии по первому проекту. В 1976 году редакционная комиссия собралась вновь и завершила работу над вторым проектом, который затем был распространён WCPA по всему миру.

## Второе Всемирное учредительное собрание
Вторая сессия Всемирного учредительного собрания проходила с 16 по 29 июня 1977 года в Конгресс-хаусе в Инсбруке, Австрия. Собрание стало важной вехой на пути к глобальному управлению, поскольку она была созвана для обсуждения и принятия Конституции Федерации Земли, обычно называемой Конституцией Земли. В мероприятии приняли участие 138 делегатов из 25 стран с шести континентов, что сделало его беспрецедентным собранием международных представителей.
Во время собрания редакционная комиссия представила «Конституцию Федерации Земли» — предлагаемую конституцию, которая затем была постатейно рассмотрена. Участвующие делегаты провели широкие дискуссии, предлагая поправки и внося свой вклад в доработку документа. В обсуждениях принимали участие такие деятели, как руководитель индийской делегации и бывший член законодательного собрания Кении А. Б. Патель, доктор С. Кайзер из Нидерландов, доктор Кармел Куссман из Нью-Йорка, Миа Лорд из Лондона, доктор Хелен Такер из Канады, доктор Ханна Ньюкомб из Канады, Кеннет Комо из Ботсваны, Фостер Пармали из США, Маргарет Айсли из США, доктор Ахмед Субанджо из Индонезии и многие другие.

### Принятие и подписание
Ассамблея единогласно приняла проект конституции 27 июня 1977 года, что стало важным шагом на пути человечества к созданию глобальной системы управления. Доктор А. Б. Патель назвал это событие «днём наступления новой эры» и призвал всех присутствующих подняться на сцену и поставить свои подписи под Конституцией.

## Призыв к ратификации
После успешного проведения конгресса был опубликован призыв к ратификации, призывающий государства и народы Земли утвердить Конституцию Земли. WCPA заблаговременно направила копии Конституции в ООН, членам Генеральной Ассамблеи и национальным правительствам с просьбой о поддержке и сотрудничестве в процессе ратификации.
В призыве к ратификации предлагалось:
- народу Земли ратифицировать Конституцию путём прямого референдума и инициативной петиции с последующим избранием делегатов в Палату народов;
- национальным правительствам и законодательным органам мира ратифицировать Конституцию и избрать делегатов в Палату народов;
- университетам, колледжам, церквям, научным академиям и институтам ратифицировать Конституцию и выдвинуть делегатов с мировоззрением в качестве кандидатов для избрания в Палату советников.

## Дальнейшие события
После второго Всемирного учредительного собрания 1977 года Конституция Федерации Земли подверглась дальнейшим изменениям на двух дополнительных сессиях Всемирных учредительных собраний в 1978—1979 и 1991 годах. Кроме того, с 1982 года было организовано пятнадцать сессий временного Всемирного парламента, последняя из которых состоялась в 2021 году.
По состоянию на 2023 год разработанная конституция была лично ратифицирована многими людьми по всему миру, но не была ратифицирована ни одним государством.